# Julien Robert
Julien Robert (ur. 11 grudnia 1974 w Grenoble) – francuski biathlonista, dwukrotny medalista mistrzostw świata i igrzysk olimpijskich.

## Kariera
W Pucharze Świata zadebiutował 13 stycznia 1996 roku w Anterselvie, zajmując 49. miejsce w sprincie. Pierwsze punkty (do sezonu 2000/2001 punkty zdobywało 25. najlepszych zawodników) zdobył 19 grudnia 1998 roku w Osrblie, gdzie w tej samej konkurencji zajął 20. miejsce. Na podium zawodów tego cyklu jedyny raz stanął 28 lutego 2001 roku w Soldier Hollow, kończąc rywalizację w biegu indywidualnym na trzeciej pozycji. Wyprzedzili go tam jedynie Ole Einar Bjørndalen z Norwegii oraz Niemiec Sven Fischer. Najlepsze wyniki osiągnął w sezonie 2002/2003, kiedy zajął 20. miejsce w klasyfikacji generalnej.
Na mistrzostwach świata w Pokljuce w 2001 roku wspólnie z Gilles'em Marguetem, Vincentem Defrasne i Raphaëlem Poirée zdobył złoty medal w sztafecie. Był to pierwszy w historii złoty medal dla Francji w tej konkurencji. Na rozgrywanych trzy lata później mistrzostwach świata w Oberhofie reprezentacja Francji w składzie: Ferreol Cannard, Vincent Defrasne, Julien Robert i Raphaël Poirée zajęła trzecie miejsce w sztafecie. Był też między innymi szesnasty w biegu indywidualnym na mistrzostwach świata w Kontiolahti/Oslo w 1999 roku.
W 1998 roku wystartował na igrzyskach olimpijskich w Nagano, zajmując 40. miejsce w biegu indywidualnym i 67. miejsce w sprincie. Podczas rozgrywanych cztery lata później igrzysk w Salt Lake City razem z Defrasne'em, Marguetem i Poirée zdobył brązowy medal w biegu sztafetowym. Indywidualnie plasował się poza czołową trzydziestką. Brał też udział w igrzyskach olimpijskich w Turynie w 2006 roku, gdzie był między innymi szósty w biegu indywidualnym i dziesiąty w biegu pościgowym. Ponadto razem z Defrasne'em, Cannardem i Poirée ponownie był trzeci w sztafecie.
Jego żoną była biathlonistka Florence Baverel-Robert. 21 kwietnia 2006 roku został kawalerem Orderu Narodowego Zasługi. W 2007 roku zakończył karierę.
Po zakończeniu czynnej kariery został trenerem.

## Osiągnięcia

### Igrzyska olimpijskie
| Rok  | Miejscowość    | Konkurencje | Konkurencje | Konkurencje | Konkurencje | Konkurencje | Konkurencje | Konkurencje |
| Rok  | Miejscowość    | IN          | SP          | PU          | MS          | RL          | MR          | SR          |
| ---- | -------------- | ----------- | ----------- | ----------- | ----------- | ----------- | ----------- | ----------- |
| 1998 | Nagano         | 40.         | 67.         | nd.         | nd.         | –           | nd.         | –           |
| 2002 | Salt Lake City | 54.         | 35.         | 39.         | nd.         | 3.          | nd.         | –           |
| 2006 | Turyn          | 6.          | 18.         | 10.         | 16.         | 3.          | nd.         | –           |

### Mistrzostwa świata
| Rok  | Miejscowość      | Konkurencje | Konkurencje | Konkurencje | Konkurencje | Konkurencje | Konkurencje | Konkurencje |
| Rok  | Miejscowość      | IN          | SP          | PU          | MS          | RL          | MR          | SR          |
| ---- | ---------------- | ----------- | ----------- | ----------- | ----------- | ----------- | ----------- | ----------- |
| 1997 | Osrblie          | –           | 30.         | 40.         | –           | 5.          | nd.         | –           |
| 1999 | Kontiolahti/Oslo | 16.         | –           | –           | –           | –           | nd.         | –           |
| 2000 | Oslo/Lahti       | 59.         | 54.         | 45.         | –           | 10.         | nd.         | –           |
| 2001 | Pokljuka         | 17.         | –           | –           | –           | 1.          | nd.         | –           |
| 2003 | Chanty-Mansyjsk  | 48.         | 60.         | DNS         | –           | 13.         | nd.         | –           |
| 2004 | Oberhof          | 44.         | 73.         | –           | –           | 3.          | nd.         | –           |
| 2005 | Hochfilzen       | 25.         | 33.         | 44.         | –           | 5.          | nd.         | –           |
| 2005 | Chanty-Mansyjsk  | nd.         | nd.         | nd.         | nd.         | nd.         | 5.          | –           |
| 2007 | Anterselva       | 51.         | –           | –           | –           | –           | –           | –           |
| 2008 | Östersund        | 23.         | –           | –           | –           | 5.          | nd.         | –           |

### Puchar Świata

#### Miejsca w klasyfikacji generalnej
| Sezon     | Miejsce |
| --------- | ------- |
| 1995/1996 | -       |
| 1996/1997 | -       |
| 1997/1998 | -       |
| 1998/1999 | 53.     |
| 1999/2000 | 40.     |
| 2000/2001 | 34.     |
| 2001/2002 | 56.     |
| 2002/2003 | 20.     |
| 2003/2004 | 26.     |
| 2004/2005 | 29.     |
| 2005/2006 | 24.     |
| 2006/2007 | 53.     |
| 2007/2008 | 62.     |

#### Miejsca na podium chronologicznie
| Lp. | Dzień     | Rok  | Miejscowość    | Konkurencja                | Lokata | Pudła   | Czas biegu | Strata | Zwycięzca            |
| --- | --------- | ---- | -------------- | -------------------------- | ------ | ------- | ---------- | ------ | -------------------- |
| 1.  | 28 lutego | 2001 | Soldier Hollow | Bieg indywidualny na 20 km | 3.     | 0+0+0+0 | 49:01,4    | +19,3  | Ole Einar Bjørndalen |